# Lourens Bruyning
Lourens Bruyning,  o Bruijnungs (fl. XVII secolo), è stato un pittore fiammingo.

## Biografia
Fu attivo all'Aia intorno al 1674, dove fu allievo di Daniel Mijtens II alla Confrerie Pictura ed operò principalmente con la tecnica della pittura a olio.
Per quanto si sa, non sono state identificate opere di quest'autore.